# Nick Alphin
Nick Alphin ist ein Tonmeister.

## Leben
Alphin begann seine Karriere Ende der 1970er Jahre und hatte sein Filmdebüt 1978 mit dem Zeichentrickfilm Watership Down von Martin Rosen. Er war gleichsam an Film- und Fernsehproduktionen beteiligt. Unter anderem gehörten zu seinen Fernsehengagements Serien wie Das A-Team, Hunter und 21 Jump Street – Tatort Klassenzimmer. Für seine Mitarbeit am Fernsehfilm Die Ehre zu fliegen von Robert Markowitz war er 1996 für den Primetime Emmy nominiert.
1985 war er für Menschen am Fluß gemeinsam mit Robert Thirlwell, Richard Portman und David M. Ronne für den Oscar in der Kategorie Bester Ton nominiert, der Preis ging in diesem Jahr jedoch an Miloš Formans Biopic Amadeus.

## Filmografie (Auswahl)
- 1978: Watership Down
- 1979: Das schwarze Loch (The Black Hole)
- 1981: Cap und Capper (The Fox and the Hound)
- 1984: Menschen am Fluß (The River)
- 1984: Splash – Eine Jungfrau am Haken (Splash)
- 1985: Taran und der Zauberkessel (The Black Cauldron)
- 1986: Basil, der große Mäusedetektiv (The Great Mouse Detective)
- 1986: Invasion vom Mars (Invaders from Mars)
- 1987: Amazonen auf dem Mond oder Warum die Amis den Kanal voll haben (Amazon Women on the Moon)
- 1988: Das Böse II (Phantasm II)
- 1988: Elvira – Herrscherin der Dunkelheit (Elvira: Mistress of the Dark)
- 1993: American Karate Tiger (Showdown)

## Auszeichnungen (Auswahl)
- 1985: Oscar-Nominierung in der Kategorie Bester Ton für Menschen am Fluß